# Gummo (coloană sonoră)
Gummo este coloana sonoră a filmului cu același nume. Majoritatea melodiilor fac parte din genurile heavy metal și hardcore punk, mai exact black metal, death metal și grindcore. Albumul include de asemenea și câteva melodii industrial metal, dark ambient și drum and bass. 

## Lista pieselor
1. Absu - "The Gold Torques Of Ulaid" (03:50)
2. Eyehategod - "Serving Time In The Middle Of Nowhere" (03:33)
3. Electric Hellfire Club - "D.W.S.O.B."[1] (04:09)
4. Spazz - "Gummo Love Theme" (02:51)
5. Bethlehem - "Schuld Uns'res Knoch'rigen Faltpferd" (04:34)
6. Burzum - "Rundgang Um Die Transzendentale Säule Der Singularität" (06:21)
7. Bathory - "Equimanthorn" (03:38)
8. Dark Noerd - "Smokin' Husks" (04:58)
9. Sleep - "Dragonaut" (05:41)
10. Brujeria - "Matando Gueros 97" (03:14)
11. Namanax - "The Medicined Man" (05:25)
12. Nifelheim - "Hellish Blasphemy" (03:24)
13. Mortician - "Skin Peeler" (03:15)
14. Mystifier - "Give The Human Devil His Due" (05:28)
15. Destroy All Monsters - "Mom's And Dad's Pussy" (01:59)
16. Bethlehem - "Verschleierte Irreligiositat" (05:34)
17. Mischa Maisky - "Suite No. 2 For Solo Cello In D Minor Prelude" (05:34)
18. Sleep - "Some Grass" (00:48)
19. Rose Shepherd & Ellen M. Smith - "Jesus Loves Me" (00:40)